# Duguetia echinophora
Duguetia echinophora är en kirimojaväxtart som beskrevs av Robert Elias Fries. Duguetia echinophora ingår i släktet Duguetia och familjen kirimojaväxter. Inga underarter finns listade i Catalogue of Life.